# 安东尼奥·维瓦尔第

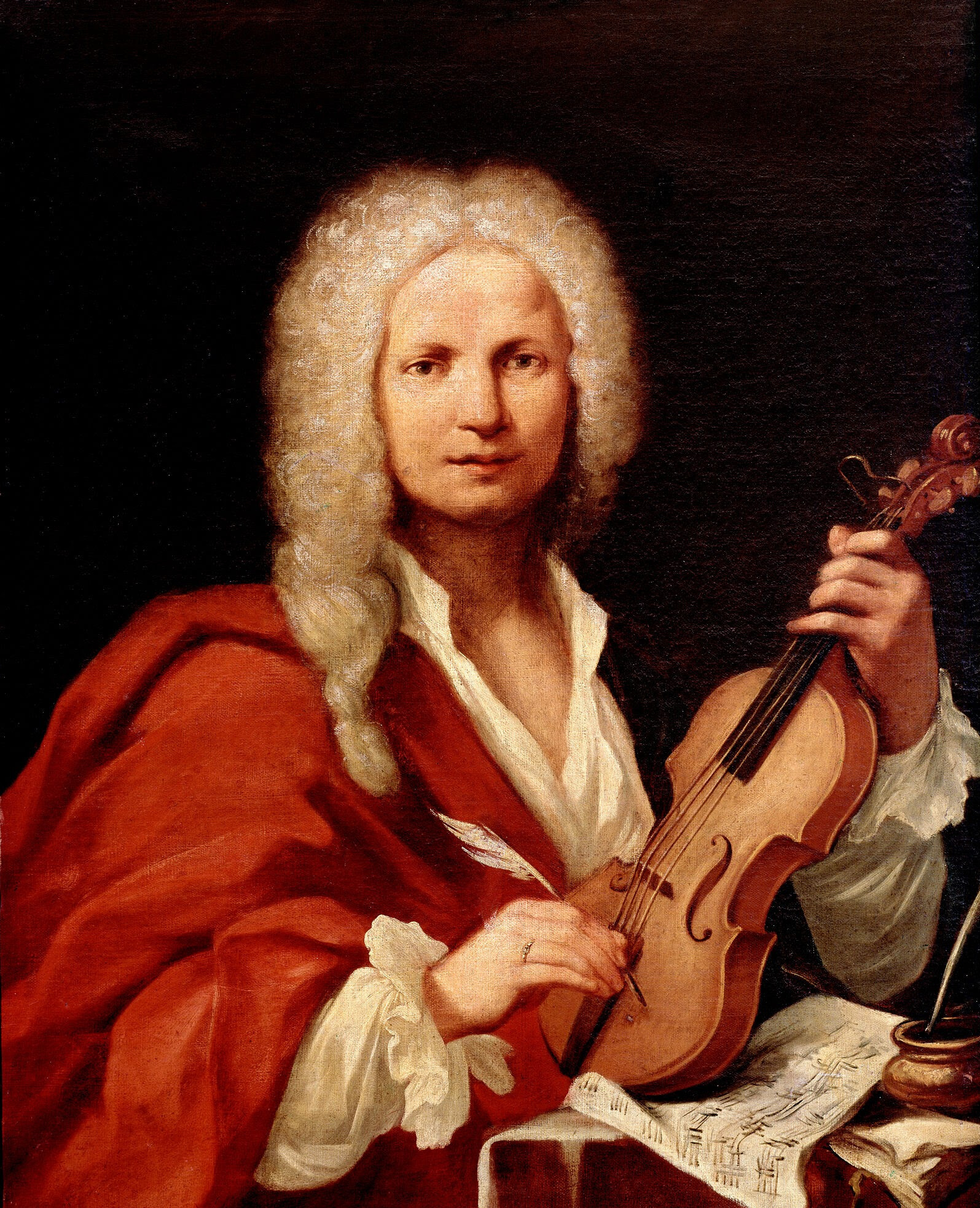
一幅可能是维瓦尔第的画像（约1723年）

安东尼奥·卢乔·维瓦尔第（義大利語：Antonio Lucio Vivaldi，1678年3月4日—1741年7月28日），義大利作曲家、小提琴家、羅馬天主教司鐸，有「红发祭司」（il prete rosso）之称，擅長創作協奏曲（Concerto），因其创作的小提琴协奏曲《四季》而闻名于世，成為古典音樂史上其中一首最具知名度的音樂作品。
维瓦尔第被认为是巴洛克音乐最具影响力的音乐家之一，生前便已名传當代欧洲。维瓦尔第在巴洛克风格的基础上做出不少创新。维瓦尔第与另外两位巴洛克音乐家巴哈及韩德尔被称誉为「巴洛克三巨匠」。

## 生平

### 早年
维瓦尔第的父亲乔瓦尼·巴蒂斯塔（Giovanni Battista Vivaldi，1655–1736）十岁的时候离开布雷西亚到威尼斯，并在那里成为一名理发师。他和当地姑娘卡米拉·卡里吉奥（Camilla Calicchio）于1676年结婚，育有9个孩子。安东尼奥为长子，於1678年出生在威尼斯。他出生后便立即接受洗礼，而原因不明，曾有传闻是因其出生当天发生地震，由于地震带来的心理创傷，维瓦尔第的母親可能便当即将维瓦尔第交予祭司。而此说业已被证伪，维瓦尔第出生当日并无地震。此种说法的起源可能是人们将之与1688年4月17日发生在威尼斯的一场地震混淆。维瓦尔第正式的嬰兒洗禮仪式是在二個月後才补全的。
1685年，乔瓦尼成为圣马可大教堂的小提琴手；他是一个成功的小提琴手，并且因为其西西里亚联会会员的身份，在威尼斯的音乐界迅速赢得名声，还被认为是一名出色的炫技小提琴家。安东尼奥自小就不输其父，年纪轻轻就能代替父亲上演。他的音乐理论可能来自于乔瓦尼·列坚齐（Giovanni Legrenzi）。

### 接受神職
维瓦尔第在15岁的时候即行剃发，并且接受了首次世俗圣职仪式，但当时这并不表示他已当神父，只是为了稍微提高一下自己的社会地位。当他18岁时，接受了更高一级的圣职（副輔祭）之後，维瓦尔第才立下心当神职人员。他在附近的两个教区接受了神职教育（神学）并毕业。25岁时，维瓦尔第成为神父。他从父亲那边遗传得来的头发颜色，使得他被称为“红发神父”。這之後，维瓦尔第成為S. Maria della Pietà教堂的神父，并且在教堂属下的女童音乐学院中当小提琴教师。
主持了一年半的追思弥撒之后，维瓦尔第永远放弃了神职工作，但他依然持有神父的地位。在后来的一封信中他写到，自己是因为健康状况而辞去教堂职务的（他写到“strettezza di petto”，意为胸闷，可能为心绞痛，也可能是哮喘）。但最近研究表明，他可能是出于个人原因，或心理方面的不适。一方面他的作曲工作让他没有时间去分心，另一方面教堂职务带来的收入对他来说也不是那么的重要了。

### 音樂生涯
神職工作之外，维瓦尔第亦是一名教師與作曲家，他指导着Ospedale della Pietà的少女乐团，开始作为弦乐组的教师，后来则成為了代理指挥。乐团很快就赢得了美名，吸引了很多意大利的旅游人士前来。而维瓦尔第的小提琴协奏曲和奏鸣曲作品的很大一部分，便是为Ospedale而写的。作为宗教仪式上的配乐。维瓦尔第在这个职务上一直服务到1716年（其中有一段时间间断1709年2月到1711年9月）止，接着他則被任命为“音乐会大师”（Maestro dei concerti）。
在威尼斯发表两部奏鸣曲集之后，维瓦尔第发表了协奏曲集《和谐的灵感》（L'Estro armonico，作品3，1711年印制），这部作品为他赢得了橫跨欧洲的名声。直到1729年止，他共写了12部曲集，作品3之後的其他作品都是在阿姆斯特丹印制的。其中有12首协奏曲《和声与创作之争》（Il cimento dell'armonia e dell'inventione，作品8，1725年），当中的前四首即是著名的《四季》（Le quattro stagioni）。 
早在Ospedale della Pietà任职时，维瓦尔第就已经开始了歌剧创作，其第一部歌剧Ottone in villa于1713年在维琴察首演，之后到1739年26年间，他写的歌剧多达50部。在此之后，维瓦尔第除了Ospedale della Pietà的职位外，日益频繁地担任维琴察圣安格洛剧院的主持。
后来在威尼斯，维瓦尔第因為工作上的争执，决定於1718年迁到曼图亚，供职于地主飞利浦·冯·黑森·达姆斯塔德（1671-1739）的母亲。他在那里主要是当音乐会主持和创作歌剧。1721年他多次在罗马逗留，两次在教宗面前演奏，因此赢得了大量的歌剧和宗教音乐的委托。1726年他以圣安格洛剧院音乐总监的身份返回威尼斯。这一次，身为作曲家和提琴演奏家的他在那里赢得了全欧洲人的敬仰，甚至是很多音乐家朝圣的对象。在此期间他认识了16岁的女歌手Anna Giró，陪伴他进行游历。 

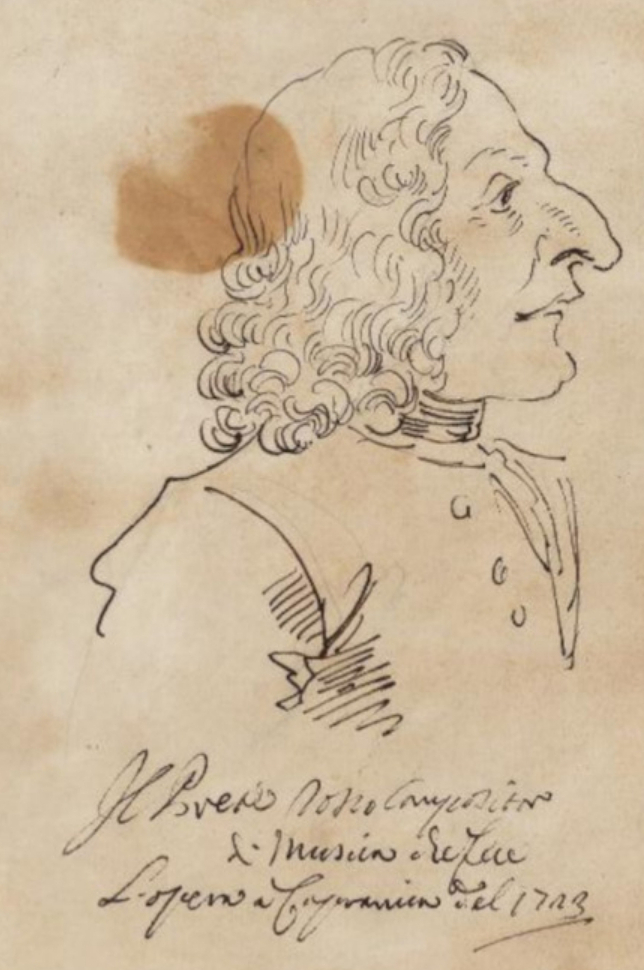
维瓦尔第的漫画，P.L.Ghezzi（1723）

### 晚年與逝世
1730年左右他发生了风格转变，从以前的巴洛克风格转到優雅的風格，但这种风格的作品却不怎么受欢迎。因此维瓦尔第在63岁的时候迁往维也纳，想寻求查理六世的支持。但查理六世却于到达维也纳后一个月後1740年10月因病去世。当时维瓦尔第的身体状况也不佳，1741年7月28日逝世。
维瓦尔第简陋的墓地位于维也纳，现今维也纳科技大学（卡尔广场 (Karlplatz) 12号）之所在。

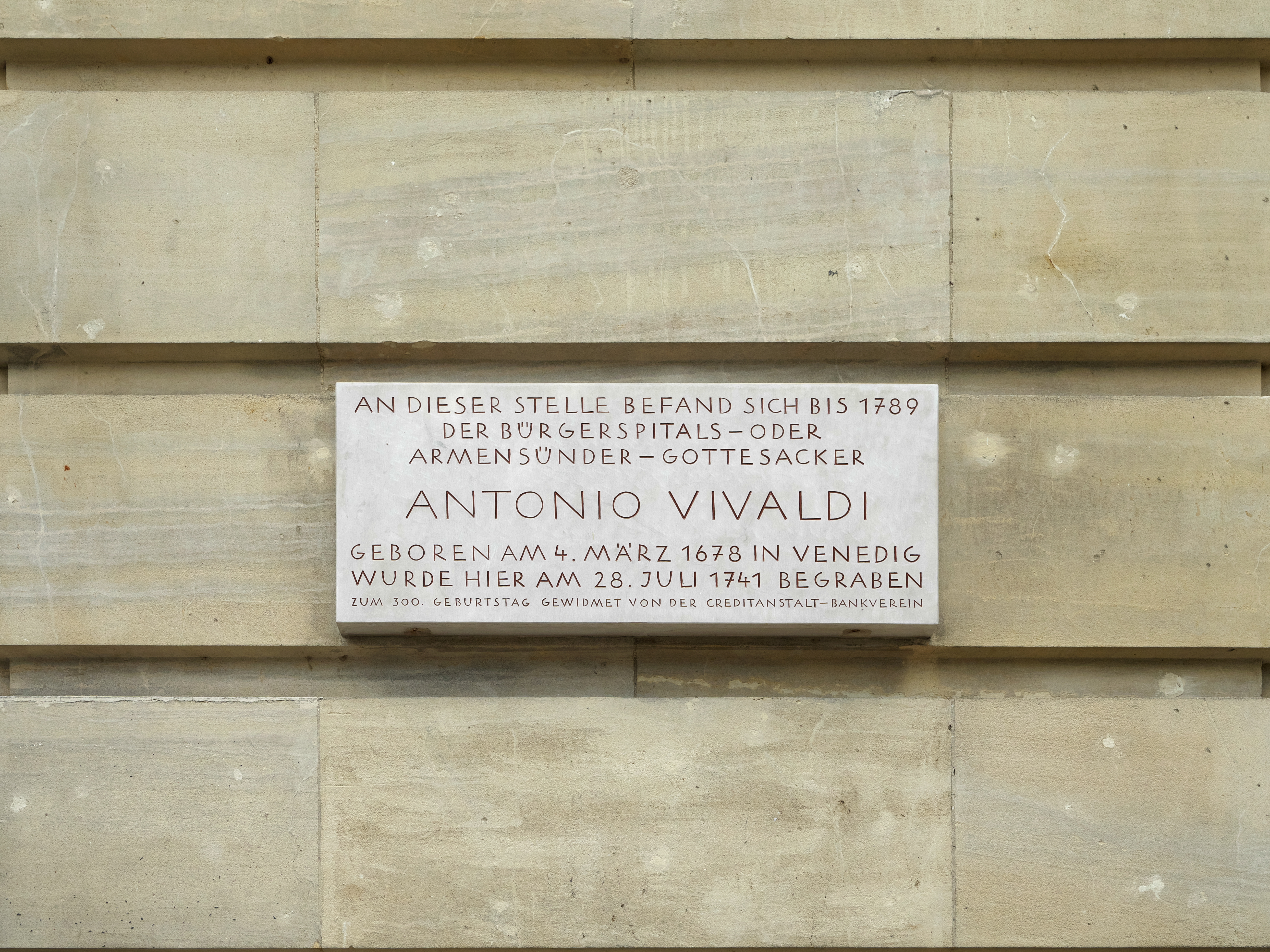
卡尔广场12号，维瓦尔第在维也纳的埋葬处

## 作品
韋瓦第最著名的作品是《四季》小提琴協奏曲（Le quattro stagioni，1723年），如今被視為標題音樂的早期典範。此外，筆下超過五百首的協奏曲作品，使他獲得了「协奏曲之王」的稱號。
他亦是一位多產的歌劇劇作家，完成的歌劇作品超過四十部。所涉獵的其他曲類還包括宗教音樂、器樂奏鳴曲等。

## 評價與影響
维瓦尔第的影响力不但在北意大利，也可见於德国。约翰·乔治·匹森德在宫廷中就应用了维瓦尔第的技术。约翰·塞巴斯蒂安·巴赫的风格在维瓦尔第的影响下，得以向更深层次发展（巴赫还改编了维瓦尔第不少作品，用于羽管键琴和管风琴演奏）。不過，维瓦尔第的創作在生後基本遭到冷落，與他生前的盛況大相逕庭，直到廿世紀40年代，才有重新受到注意的跡象。
在音樂成就上，维瓦尔第将独奏协奏曲变成了巴洛克音乐的最佳表现形式，此外他还将三乐章作品带往成熟。在快速的开始或终末乐章，他还独创的引入了重复乐段，即乐队不停重复一个音乐桥段，每次转换成不同乐器，乐曲显得自由、多角度。另外，维瓦尔第作品的慢乐章则以悠扬如歌的旋律著称。

### 以演奏维瓦尔第著名的乐团
- 欧洲嘉兰古乐团（英语：Europa Galante）
- 義大利協奏團（英语：Concerto Italiano）
- 和谐花园（英语：Il Giardino Armonic）
- 蒙多維皇家學院樂團（英语：Academia Montis Regalis）
- 马修斯合奏团（英语：Ensemble Matheus）

### 流行文化
- 電影《威尼斯王子——维瓦尔第》（Vivaldi, a Prince in Venice）在2005年製作完成，這是一部法國和義大利合作拍攝的電影，由路易·吉耶穆（Jean-Louis Guillermou）擔任導演。2005年時奥地利广播公司推出了一個有關维瓦尔第的廣播劇，劇本由Sean Riley編寫，名稱為《天使及紅主教》。此廣播劇後來改編為舞台劇，在阿德莱德藝術季（英语：Adelaide Festival of the Arts）中演出[11]。
- 在奥佛帝·托玛迪斯（英语：Alfred Tomatis）有關音樂影響人類行為，以及音樂治療的理論中，有包括括维瓦尔第、莫札特、柴可夫斯基及科雷利的音樂。
- 珍妮丝·乔丹·莎菲曼（英语：Janice Jordan Shefelman）有寫一本有關维瓦尔第生平的童書《I, Vivaldi》[12]。